# Nikola Carneckyj
Nikola Carneckyj (14 décembre 1884 - 2 avril 1959), était un prêtre catholique ukrainien, membre de l'ordre rédemptoriste, évêque de la communauté grecque-catholique de Volyn. Victime de la persécution religieuse menée par le régime communiste d'Ukraine, il est vénéré comme bienheureux et martyr par l'Église catholique.

## Béatification et canonisation
- 1996 : introduction de la cause en béatification et canonisation
- 24 avril 2001 : reconnaissance du martyre par le pape Jean-Paul II
- 27 juin 2001 : béatification des martyrs d'Ukraine célébrée à Lviv par Jean-Paul II lors de sa visite pastorale.

Mémoire liturgique fixée au 2 avril.